# Malilluminatie

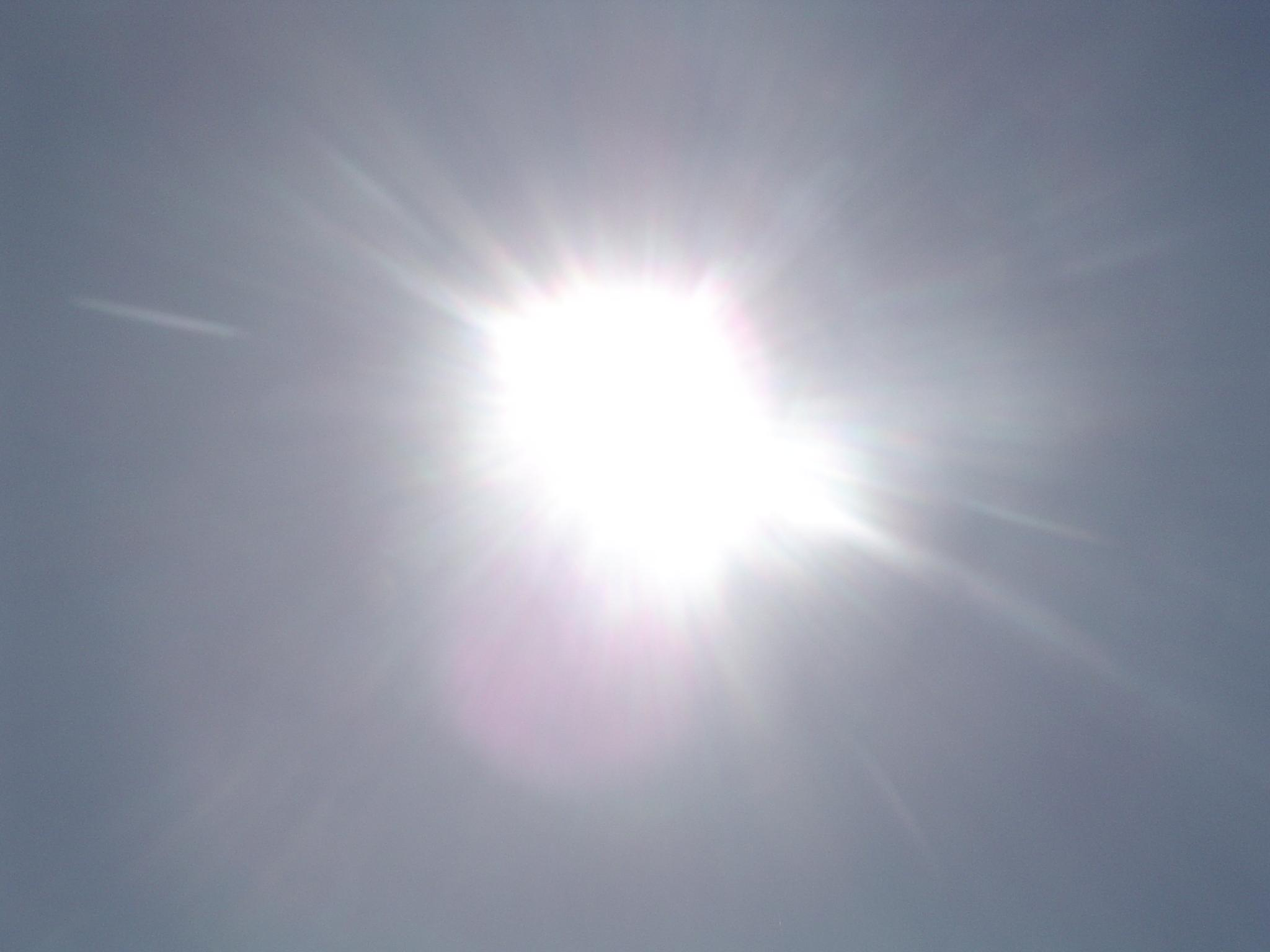
Zonlicht

Het syndroom van malilluminatie is een ziekte die bij de meeste organismen kan optreden en wordt veroorzaakt door een tekort aan zonlicht. De bioloog Dr. John Ott ontdekte malilluminatie toen hij de verschillen tussen kunstlicht en zonlicht onderzocht. Zonlicht kent een veel breder lichtspectrum dan kunstlicht. Bij blootstelling aan het beperkte kunstlichtspectrum bleken planten groeiafwijkingen te vertonen.
Bij de mens kan leiden tot symptomen die vergelijkbaar zijn met de gevolgen van een winterdepressie. Lichttherapie met speciale lampen (die het volle spectrum uitstralen) kan de klachten helpen verminderen.